# Súper amigos
Súper amigos (Super Friends en inglés) es una serie de dibujos animados de televisión estadounidense sobre un grupo de superhéroes transmitida por televisión de 1973 a 1986 por la cadena ABC como parte de su barra sabatina. Fue producida por Hanna-Barbera y estaba basada en personajes de la Liga de la Justicia de América y otros personajes de cómic publicados por la compañía DC Comics.
El nombre del programa, y del equipo representado, constantemente varió entre Súper Amigos y Superamigos a través de la historia del canal que transmitió el programa.

## Historia
Los personajes principales eran Superman, Batman y Robin, la Mujer Maravilla y Aquaman. Superman, Batman y la Mujer Maravilla son considerados los estandartes de DC Comics. Aquaman, al igual que Superman y Batman, ya había tenido su propia serie, a cargo de Filmation.
Luego aparecieron Wendy Harris y Marvin White, junto con el Perro Maravilla, quienes carecían de superpoderes (excepto por la habilidad del perro para hablar y razonar). A partir de la tercera temporada, fueron reemplazados por los "Gemelos Fantásticos" Zan y Jayna y su mono espacial Gleek (similares a Jan, Jace y Blib, ayudantes del Fantasma del Espacio, otra serie animada de Hanna-Barbera de la misma época).
Al inicio, cada episodio constaba de una única historia de una hora, en la que los villanos no eran malos, sino que andaban "en malos pasos" o "mal aconsejados". Luego introdujeron capítulos de media hora, combinados con los de una hora, que contenían varias historias, y en las que se usaban villanos del tipo clásico, reconocidos de DC Comics. También se introdujo la Legión del mal, un grupo de 13 de los peores enemigos de nuestros héroes. Se reunían en un cuartel general volador que estaba oculto en un pantano llamado el Salón del Mal, que por algún motivo era muy similar al casco de Darth Vader, y conceptualmente opuesto al brillante Salón de la Justicia.

## Historia de la producción
Cuando la compañía de animación Hanna-Barbera obtuvo los derechos de los personajes de DC Comics, adaptaron los personajes de la Liga de la Justicia de América para la televisión, lo cual generó grandes cambios en la transición, uno de los cuales fue el cambio de nombre a Súper amigos. En parte, esto fue debido a que se consideró que el nombre Liga de la Justicia de América habría sido políticamente incorrecto durante la Guerra de Vietnam y la etapa posterior a ella. A pesar de ello, los miembros del equipo, a menudo se referían a sí mismos como la Liga de la Justicia en el programa. La violencia común en las historietas o cómics fue eliminada para una audiencia más joven, para hacer además que el programa se adecuara a las políticas de restricción de violencia en televisión de los 1970s para niños.

## Temporadas

### Temporada 1973-1974
Súper Amigos tuvo su primera aparición al aire en ABC el 8 de septiembre de 1973, con la aparición de personajes bien conocidos de la compañía DC Superman, Batman y Robin, Mujer Maravilla, y Aquaman. Superman, Batman y Aquaman habían aparecido previamente en sus propias series de televisión producidas por Filmation, y los artistas de doblaje de dichos programas, fueron empleados para el nuevo proyecto. Poco después, la serie de Súper amigos fue desarrollada, Superman y la Mujer Maravilla también hicieron apariciones especiales en dos episodios de The Brady Kids, mientras que Batman y Robin aparecieron en dos episodios de The New Scooby-Doo Movies.
En adición a los procesos, un trío de "asistentes", cada uno de los cuales eran personajes que no fueron realizados para las historietas: Wendy (con las voces de Sherri Alberoni), Marvin White (con la voz de Frank Welker), y Perro Maravilla, ninguno de los cuales tenía habilidades especiales (salvo las inexplicables habilidades del perro de pensar y hablar). Inspirados por la pandilla de Scooby-Doo, el trío, o al menos sus miembros humanos, recibieron la categoría de detectives y/o súper héroes en entrenamiento.
Cada episodio empezaría con los héroes respondiendo a una llamada de emergencia detectada por la computadora de Alerta de Problemas, situada en el Salón de la Justicia, el cual servía como cuartel general del equipo. El Coronel Wilcox, un oficial de la U.S. Army, fue un personaje recurrentemente empleado como enlace entre el gobierno de los Estados Unidos y los Súper Amigos.
Los conflictos frecuentemente se resolvían persuadiendo a los antagonistas de adoptar métodos más razonables para lograr sus objetivos, con la ayuda de los héroes. Los desastres naturales provocados por actividad humana (o extraterrestre) frecuentemente fueron mostrados, y los temas ambientales fueron tratados fuertemente en el programa.
Algunos personajes de la Liga de la Justicia hicieron apariciones especiales en esta temporada, como Flash, Hombre Plástico, y Flecha Verde. Estos dos últimos hicieron su única aparición en la serie en estos capítulos.
La primera temporada de Súper Amigos, consistente de dieciséis episodios de una hora, ha sido vuelta a repetir en muchas ocasiones, ya que concluyó el 24 de agosto de 1974. En este punto, la serie fue cancelada, y no se contempló su reaparición durante ese año. Sin embargo, el interés por los superhéroes por parte de los televidentes de ABC, especialmente el éxito de El Hombre Nuclear y el programa con actores de la serie de la Mujer Maravilla provocó que la cadena reviviera el concepto de los Súper Amigos. Para empezar, los dieciséis capítulos originales fueron transmitidos a la siguiente temporada del programa.

### Temporada de 1977-1978:La nueva hora de los Súper Amigos
Esta nueva temporada incluyó cuatro cortos por programa, los cuales seguían un formato semanal: El primer segmento de cada programa, incluyó a dos de los héroes (para efectos de realizar equipos por segmento, Batman y Robin fueron considerados "un sólo héroe), formando un nuevo equipo para el segundo segmento. El segundo segmento, mostraba una aventura de los Gemelos Fantásticos. El tercer segmento estaba considerado como la aventura "primaria" e incluía a los personajes básicos (incluyendo a los Gemelos Fantásticos) en una aventura de mayor duración. El cuarto y último segmento, incluía a un equipo formado por algunos de los personajes básicos y un invitado especial, cuyos poderes resolvían finalmente dicho segmento.
Estos héroes (Entre invitados especiales) incluían a Flash, Linterna Verde, Atom y el HOmbre Halcón y a otros creados para la serie como Rima la Chica de la Jungla, Volcán Negro y Samurai.
Adicionalmente, entre segmentos, los personajes aparecían dando lecciones básicas de seguridad, consejos básicos de primeros auxilios, trucos de magia, y un acertijo en dos partes basado en el tema del episodio.

### Temporada 1978-1979:El Reto de los Súper Amigos
La siguiente temporada esencialmente consistía de dos partes, media hora de aventuras de los súper héroes y media hora del segmento llamado "Reto de los Súper Amigos".
- Primer segmento: La totalmente nueva hora de..."

La primera media hora del programa, mostraba a un equipo ya estable formado por Superman, Batman y Robin, Aquaman y la Mujer Maravilla, además de los Gemelos Fantásticos y Gleek. Estos dieciséis capítulos son comúnmente llamados "los episodios perdidos de los Súper amigos", debido a los problemas que existieron para su emisión.
- Segundo segmento: Reto de los Súper Amigos

El siguiente segmento de este programa, el cual tenía una duración de media hora, fue llamado "El Reto de los Súper Amigos". Estas historias presentaron a la Legión del Mal, un equipo compuesto de trece enemigos recurrentes de entre los peores de los Súper Amigos. Ellos utilizaban un cuartel general mecánico que volaba, establecido primordialmente en un pantano, llamado el Salón de la Maldad (que era sospechosamente similar al casco usado por Darth Vader), como un contraste para el Salón de la Justicia.
Héroes que solamente habían sido invitados especiales se unieron al equipo básico, para hacer un total de once héroes. Estos incluyeron a Linterna Verde (Hal Jordan), The Flash (Barry Allen) y el cazador Thanagariano Hombre Halcón (Katar Hol) de las páginas de DC Comics así como tres creaciones de Hanna-Barbera: Volcán Negro, Jefe Apache, y Samurái.
Notablemente, los Gemelos Fantásticos y Gleek, no aparecieron en los segmentos del que no contaba con elementos cómicos. Extrañamente, en el primer capítulo de esa serie muestra y después quema un mazo de cartas con imágenes de los Súper amigos y Gleek es una de las que se muestran.
Los entusiastas señalan que las historias mostradas esa temporada en "el Reto" son las mejores adaptaciones de cómics a series de televisión hasta la fecha.
En enero de 1979, Hanna-Barbera brevemente produjo un programa con actores llamado Leyendas de los Súper héroes el cual se basaba en los Súper Amigos

### Temporada 1979-1980:Los más grandes Súper Amigos del mundo
En el verano de 1979, los Súper amigos volvieron al formato original, incluyendo un equipo de cinco héroes, incluyendo a Zan, Jayna y Gleek.
Muchos de estos episodios se basaron en historias de la literatura y hubo inclusive una parodia del Ayatola Ruhollah Jomeini, un capítulo inspirado en "El Señor de los Anillos", mientras que el episodio "Lex Luthor Strikes Back" muestra algunos aspectos inspirados en "Superman, la película" como el refugio subterráneo del villano y su ayudante, Orville Gump está inspirado en el personaje de "Otis" en el filme.
Solamente se crearon ocho episodios de una hora, y se volvieron a transmitir episodios de temporadas previas.

### Temporada 1980-1982:La hora de los Súper Amigos
Nuevamente con un nuevo nombre, en 1980 la serie cambió nuevamente de formato, abandonando las producciones de 30 minutos, para remplazarlos por cortos de siete minutos[cita requerida]. Cada episodio de "La hora de los Súper Amigos" se intercaló con una retransmisión de alguno de los capítulos de las seis temporadas previas. Se empleó un equipo de cinco héroes clásicos, incluyendo a los Gemelos Fantásticos y Gleek. También, se incluyeron apariciones especiales de los héroes mostrados en El reto de los Súper Amigos así como un nuevo héroe creado por Hanna Barbera llamado El Dorado, quien se añadió a los Súper Amigos para dar una mayor variedad cultural al programa.
Este formato sería empleado para los tres años siguientes.

### Temporada 1982-1983:Lo mejor de los Súper Amigos
Para la temporada de 1982, ABC continuó con el formato de media hora, en esta ocasión su mayor parte en la transmisión de capítulos de las temporadas anteriores.

### Temporada 1983, cancelación y más episodios perdidos
Para este punto, Hanna-Barbera tuvo un problema sindical que afectó la serie de los Súper Amigos, y el programa fue transmitido por muchas cadenas televisivas en los Estados Unidos, mayormente los sábados por la mañana. Al no desear ese tipo de competencia, Súper Amigos fue cancelada.
Sin embargo, durante ese período de tiempo (1983-1984) Hanna-Barbera continuó produciendo nuevos capítulos de los Súper Amigos. En total, 24 de los llamados "episodios perdidos" fueron creados, pero no se transmitieron en esos años. La serie apareció ininterrumpida en Australia. Tres de esos episodios se transmitieron cuando los "Súper Amigos" volvieron al aire los sábados por la mañana en ABC

### Temporada 1984-1985:Súper Amigos: El legendario programa de los Súper Poderosos
Súper amigos volvió a la ABC los sábados el 8 de septiembre de 1984, con un nuevo programa de 30 minutos que normalmente tenía un segmento de 11 minutos por episodio. Esta vez aparecían Superman, Batman con énfasis en los villanos de las historietas como Brainiac, Lex Luthor, Mirror Master, Mr. Mxyzptlk, así como Darkseid y sus tropas de Apokolips, hicieron su aparición, además del debut de Relámpago (Firestorm). Mirror Master solamente utilizó sus espejos para capturar a los Súper Amigos, no utilizó armas de rayos ni viajes a través de los espejos. Darkseid y su ejército se presentó en esta serie. Una de las decepciones de esta fue que el Brainiac de la apertura del programa, no coincidía con el que aparecía en los episodios, ya que tenía una imagen más esquelética, de acuerdo a la línea que se manejaba en las historietas. Otra decepción fue que Aquaman aparecía en la secuencia de inicio, pero nunca apareció en el programa.
Uno de los puntos temáticos de esta temporada fue el amor de Darkseid por la Mujer Maravilla.
La temporada mencionada y la subsecuente, llamada Súper poderes, fue parte de la campaña de mercadotecnia de la línea de juguetes producida por Kenner.

### Temporada 1985-1986:El equipo de Súper Poderosos: Guardianes Galácticos
En el verano de 1985, se emitió la que es considerada como la mejor temporada hecha por Hanna-Barbera de los héroes de DC Comics que, además, nunca más llevaría el nombre de "Súper amigos". Esta serie volvió al esquema tradicional, con un enfoque en los héroes adolescentes Cyborg y Relámpago. Una vez más el cuartel general fue el Salón de la Justicia ubicado en Metropolis, los héroes combatieron a villanos conocidos como Lex Luthor y El Espantapájaros, así como a villanos recurrentes como Darkseid. También incluyó las únicas apariciones de El Joker y El Pingüino.
El tono de "Guardianes Galácticos" fue más serio que el de los Súper Amigos del pasado. Adicionalmente, en "Guardianes galácticos" se reveló el origen de Batman.
Esta serie duró una temporada, y finalmente fue cancelada. Como encarnación final de los Súper Amigos marcó el final de la serie el 30 de septiembre de 1986.

## Personajes

### Los Súper Amigos
Mientras que diferentes héroes aparecieron en la serie, cinco héroes fueron los miembros originales en las diferentes versiones. Ellos fueron:
| - Batman | - Robin | - Superman | - Mujer Maravilla | - Aquaman |

Los miembros adicionales que tenían una aparición esporádica o casi recurrente fueron:
| - Flash (Barry Allen) (1973 y 1978-1986) - Linterna Verde (Hal Jordan) (1977-1986) - Hombre Halcón (1977-1978 y 1980-1986) | - Volcán Negro (1977) - Jefe Apache (1977-1978 y 1980-1988) - Samurái (1978 y 1980-1986) - Firestorm - El detective marciano | - Rima La Chica de la Jungla (1977 y 1980) - El Dorado (1982–1985) - Chica Halcón (1977, 1980 y 1983) | - Capitán Marvel o Shazam (1980–1983) - Átomo (Ray Palmer) (1977, 1980–1983) - Relámpago (1984–1985) - Cyborg (1985) - Guardianes Globales (1979–1981) |

También aparecieron una sola vez:
| - Flecha Verde (1973–1974) | - Hombre Plástico (1973–1974) | - Superboy (Kal-El) (1979, 1982) |

Los compañeros adolescentes y sus mascotas:
| - Wendy Harris (1973–1975) - Marvin White (1973–1975) | - Perro Maravilla (1973–1975) - Gemelos Fantásticos - Zan (1977–1984) | - Gemelos Fantásticos - Jayna (1977–1984) - Gleek (1977–1984) |

En los cómics y mercancía relacionada:
| - Capitán Marvel | - Batgirl | - Supergirl |

Nota: Volcán Negro, Jefe Apache, Samurái y El Dorado no están basados en personajes de los cómics, sino que fueron creados especialmente para el programa.

### Legión del Mal
Trece villanos componían la Legión del mal o Liga de los Condenados, durante la serie El reto de los Súper Amigos. Ellos eran:
- Lex Luthor
- Solomon Grundy
- Sinestro
- Manta Negra
- Chita
- Giganta
- El Acertijo
- El Espantapájaros
- El Hombre Juguete
- Bizarro
- Cerebro/Brainiac
- Capitán Frío
- Gorila Grodd

### Otros villanos
Estos aparecieron como independientes de la Legión del mal:
| - Desde Apokolips: - Darkseid - Desaad - Kalibak - Parademonio | - Guason (Joker) - La banda de la Flor Imperial - Pingüino - Felix Fausto - Amo de los Espejos - Mr. Mxyzptlk - Los villanos de la Zona Fantasma - Caballero Fantasma |

En la segunda temporada de Liga de la Justicia Ilimitada se muestra a Gorilla Grodd formando a una gran liga de villanos. Si bien no es llamada "Liga de los Condenados" en el programa, su cuartel general es similar al de aquella organización, y se ubica en un pantano.